# Puentecesures

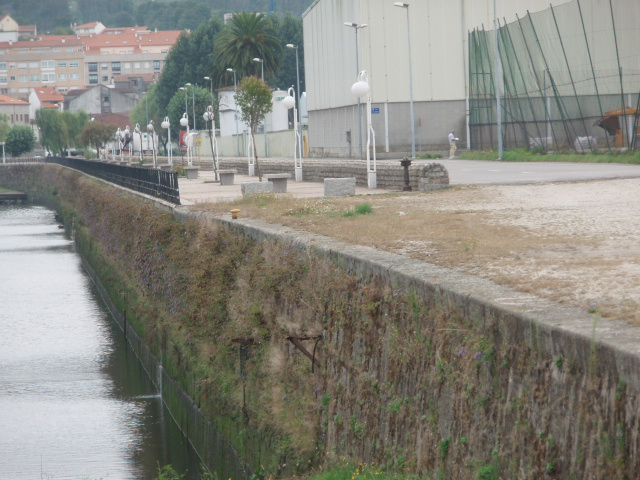
Emplazamiento del puerto romano.

Puentecesures (en gallego y oficialmente desde 1983 Pontecesures) es un municipio español situado en la comarca de Caldas, al norte de la provincia de Pontevedra, en Galicia. Hasta 1926 estuvo integrado como parroquia dentro del término municipal de Valga.

## Geografía
Integrado en la comarca de Caldas, se sitúa a 37 kilómetros de Pontevedra. El término municipal está atravesado por la Autopista del Atlántico (AP-9) y por la carretera nacional N-550, entre los pK 84 y 86, además de por la carretera provincial PO-548, que se dirige hacia Catoira, y por una carretera local que conecta con el municipio de La Estrada. 
El relieve del municipio está definido por la ribera izquierda del río Ulla, que hace de límite con la provincia de La Coruña, y por los montes que se extienden al sur del río y que se adentran en el municipio de Valga. La altitud oscila entre los 370 metros al sureste, cerca del monte da Lagoa, y los 19 metros a orillas del río Ulla. La capital municipal, Infesta, se alza a 19 metros sobre el nivel del mar. 
| Noroeste: Dodro (La Coruña)      | Norte: Padrón (La Coruña) | Noreste: Padrón (La Coruña) |
| Oeste: Dodro (La Coruña) y Valga |                           | Este: La Estrada            |
| Suroeste: Valga                  | Sur: Valga                | Sureste: Valga              |

## Historia
Puentecesures es un núcleo habitado que se desarrolló tras la construcción de un puente romano para el paso del río, y que está situado en la margen izquierda del río Ulla, navegable hasta ese punto.
En el pasado su puerto tuvo gran importancia, habiéndose hallado bajo el actual puerto o muelle de carga, el antiguo portus romano, del que se han encontrado los pontones enterrados, hechos de roble y con encajes de cola de milano, además de gran cantidad de cerámica y monedas romanas, desde Tiberio a Constantino III
En el siglo XII, el obispo de la catedral de Santiago, Diego Gelmírez, utilizó la misma zona del río para crear un astillero jacobeo, y así comenzar la construcción de tres naves artilladas bajo la dirección del maestro carpintero Paolo de Nápoles, con las que combatir a los  piratas berberiscos asentados en las islas Ons, y que hacían estragos entre los barcos procedentes de Inglaterra, cargados con peregrinos para Santiago. Se construyeron tres naves y posteriormente otras dos.
Estas embarcaciones posteriormente participaron, a petición de Alfonso VII, en el ataque contra la plaza fuerte musulmana de Coímbra, que fue tomada al no esperar los defensores un ataque por mar, según relata Gelmírez en la Historia Compostelana.
Fue durante el ataque a Coímbra cuando se produjo la visión de un peregrino en Santiago de Compostela, la cual dio lugar en la iconografía a la imagen del Santiago Matamoros, antes inexistente.  
Esta fuerza naval posteriormente fue utilizada contra las naves normandas que arrasaban el litoral saqueándolo y llegando a penetrar río arriba hasta Santiago e incluso hasta el Cebreiro, en una invasión que duró tres años provocando la mayor inestabilidad en la región. La intervención de las naves fue tan decisiva que se eliminaron normandos y berberiscos de los problemas de la sociedad de su tiempo
Gelmírez reforzó el Castellum Honestum, las actuales Torres del Oeste en Catoira, donde él había nacido pues era hijo del casteleiro. Tendiendo una fuerte cadena de hierro de orilla a orilla impedía el paso de las naves enemigas hasta Puentecesures y Santiago de Compostela. Santiago de Compostela, Puentecesures y Catoira, formaron una unidad en la defensa de la entidad jacobea.
Aun en tiempos de Enrique IV seguía siendo el único puerto habilitado para la carga y descarga de buques en toda la ría de Arosa
Hasta el siglo XVIII, Puentecesures y Padrón formaron una unidad y fue tras la reorganización provincial, en la que se tomaron los ríos como divisiones políticas, cuando fueron separados en dos provincias y paso a depender de Valga.
La importancia del puerto era tal que se le denominaba «puerto de Compostela», ya que la mayoría de las mercancías que iban hacia Santiago de Compostela llegaban a Puentecesures. Gracias a ello, se creó una burguesía de comerciantes e industriales que impulsaron la independencia del municipio en 1926, ya que hasta ese momento pertenecía a Valga. 
El puerto tuvo gran importancia en los años 60-70 ya que era Puentecesures centro de descarga de los barcos areneros del río Ulla. Esta arena era utilizada por el sector de la construcción en esas décadas. El negocio de la arena se terminó a principios de la década de los 80, al completarse el dragado del cauce del río, con lo cual desaparecieron las temibles cheas o desbordamientos del río en la curva de la Insua o del puente, con las que se anegaba esta zona habitada. Otro tanto sucedía con la Veiga da Foz, formada por la confluencia del río Sar con el Ulla aguas abajo del puerto romano, un terreno de aluvión y pantanoso, no habitado hasta recientemente y tras el encauzamiento del río.
Se publicaron aquí dos periódicos. La Verdad de Cesures, bajo la dirección de Victoriano Llerena Braña, cuya redacción estaba en la casa esquinera de la Rúa Nova con la Rúa San Lois. Inició su tirada el 6 de mayo de 1900 y dejó de publicarse en diciembre de 1900. La Razón de Cesures se publicó en los meses de octubre y noviembre de 1900 durante la suspensión temporal de La Verdad de Cesures.
En 1881 Alfonso XII concedió a la parroquia de San Xulián de Requeixo el título de Villa de San Luis de Cesures, aunque por entonces pertenecía al municipio de Valga, del cual se segregó posteriormente.

## Geografía humana

### Demografía
Cuenta con una población de 3088 habitantes (INE 2024).
| Gráfica de evolución demográfica de Puentecesures entre 1930 y 2021 |
| |
| Población de derecho según los censos de población del INE Población de hecho según los censos de población del INEEn estos censos se denominaba Puentecesures: 1940, 1950, 1960, 1970 y 1981 Entre el censo de 1930 y el anterior, aparece este municipio porque se segrega del municipio 36056 (Valga) |

### Parroquias
Parroquias que forman parte del municipio:
- Puentecesures[6]

## Corporación municipal
| Resultado elecciones municipales del 18 de Julio de 2023 en Pontecesures |       |            |            |
| Nombre                                                                   | Votos | Porcentaje | Concejales |
| Partido Popular de Galicia                                               | 683   | 40.58%     | 5          |
| Bloque Nacionalista Galego                                               | 545   | 32.38%     | 4          |
| Partido dos Socialistas de Galicia                                       | 378   | 22.45%     | 2          |

## Patrimonio

### Petroglifos
- De Camporredondo, próximo al antiguo depósito del agua. Los petroglifos indican los límites territoriales de las tribus celtas existentes. Es también conocido como Pedra das Serpes  por la combinación de círculos y laberintos con líneas serpentiformes.

### Castros
- Castro Cortinallas, próximo y en el barrio de la Calera, se halla este castro celta muy próximo al río.
- O Castro, en las alturas, en el barrio del Castro, se halla este otro castro pequeño, hoy día rodeado de una muralla, y de propiedad privada.
- Castro Valente, en lo alto del monte, mitológico porque resistió numantinamente el ataque romano y en el que se suicidaron sus habitantes.
- Castro Cessuris, en el emplazamiento actual del antiguo cementerio y la iglesia de S. Xulián.

### Restos romanos
- Vía Romana: de sur a norte, pointecesures era recorrido por la calzada romana  que unía con Brigantium, y que está bajo el camino actual y que procedente de S. Miguel de Valga une los barrios de Condide, Carreiras, Infesta, Castro, y S. Xulian.  Desde allí la calzada giraba y se dirigía al puente de construcción romana destruido y reconstruido varias veces; la primera con Abderramán en el 717d.c y muy modificado posteriormente en el XVIII -  unía a Puentecesures con Iria Flavia, y que esta actualmente bajo la carretera nacional Coruña-Vigo.
- Miliarios y lápidas romanas, próximos a la ermita fueron hallados dos lápidas votivas dedicadas a lare domésticos y una a Júpiter, hoy día exhibidas en el Museo Provincial de Pontevedra.
- Turris Augusti, levantada por Julio César tras el sometimiento de Brigantiun, se hallaba entre el portus y el Castro Cortinallas. Desaparecida, no se conservan restos.

### Románico
- Iglesia de S. Xulián de Requeixo, levantada por el Arzobispo Gelmírez, sobre otra edificación anterior, en un antiguo castro celta. Exteriormente es una construcción realizada en buena sillería. Destaca su torre-campanario, que se levanta sobre la fachada, y los canecillos. Al interior es un edificio de planta rectangular y nave única.

### Cruceiros
- Cruceiro de la Obra Pía de San Lázaro, construido en al siglo XIV, hoy día colocado al lado de la carretera nacional, en la estación de servicio del puente.
- Cruceiro de Carreiras, construido en el siglo XIV.

### Pazos
- El pazo de A Cova del siglo XVIII, con escudo, fue ofrecido al ya anciano Valle Inclan, y aceptado, para pasar su vejez, pero luego fue desechado

### Otros edificios
- Alfolí de Rentas del Tabaco, edificio de piedra construido en tiempo de Carlos IV, y con enorme escudo borbónico, se halla al lado de la estación de tren

- La Malateria de San Lois, 7 edificios hoy desaparecidos, en la actual calle Nova, regentados por la Obra Pía de San Lázaro, hasta su extinción

## Industria
La empresa Cerámica Artística Gallega, fundada por Eugenio Escuredo Lastra en 1925, pasó luego a llamarse Cerámica Celta, ya dirigida por Ramón Dieguez Carles. En ella trabajaron lo mejor del arte de la época, desde Asorey, José Jamardo Grela Peteiro, Carlos Maside, Víctor García Lozano, Daniel Alfonso Rodríguez Castelao, Oria Moreno, José María Acuña, Francisco Ferro, Antonio Fabeiro, hasta Carlos Bóbeda.
La Cerámica Celta ha sido relanzada recientemente como empresa y han reeditado las piezas más destacadas de la antigua producción.
Nestlé estableció aquí en 1939, una fábrica de producción de leche condensada, que fue el motor económico durante mucho tiempo, y aún sigue siendo la única fábrica de este tipo de leche de la marca en España y de las últimas en Europa, llegando la distribución del producto a lugares tan lejanos como Malasia y Singapur.

## Festividades
- La Foliada de Requeixo, un baile típico local, que se bailaba entre tres parejas, a ritmo de muiñeira lenta, mientras ellas mantenían en la cabeza tres postres (rosca, mollete, y torta). Requeixo significa pan de boda. Todavía se baila por los grupos de danzas locales.
- La Festa da Lamprea, la última semana de abril, el Ulla es río de salmón y lamprea y aquí se prepara de muy diferentes maneras.